# Жоаким Ноа
Жоаким Ноа (фр. Joakim Noah; Њујорк Сити, Њујорк, 25. фебруар 1985) бивши је француско-амерички кошаркаш. Играо је на позицијама крилног центра и центра. Син је бившег француског тенисера Јаника Ное. Жоаким Ноа је 2014. године био проглашен за најбољег одбрамбеног играча НБА лиге.

## Успеси

### Појединачни
- НБА Ол-стар меч (2): 2013, 2014.
- Идеални тим НБА — прва постава (1): 2013/14.
- Одбрамбени играч године НБА (1): 2013/14.
- Идеални одбрамбени тим НБА — прва постава (2): 2012/13, 2013/14.
- Идеални одбрамбени тим НБА — друга постава (1): 2010/11.